# Fernschach-Olympiade
Im Fernschach wird die Mannschaftsweltmeisterschaft Olympiade genannt.

## Deutsche Erfolge

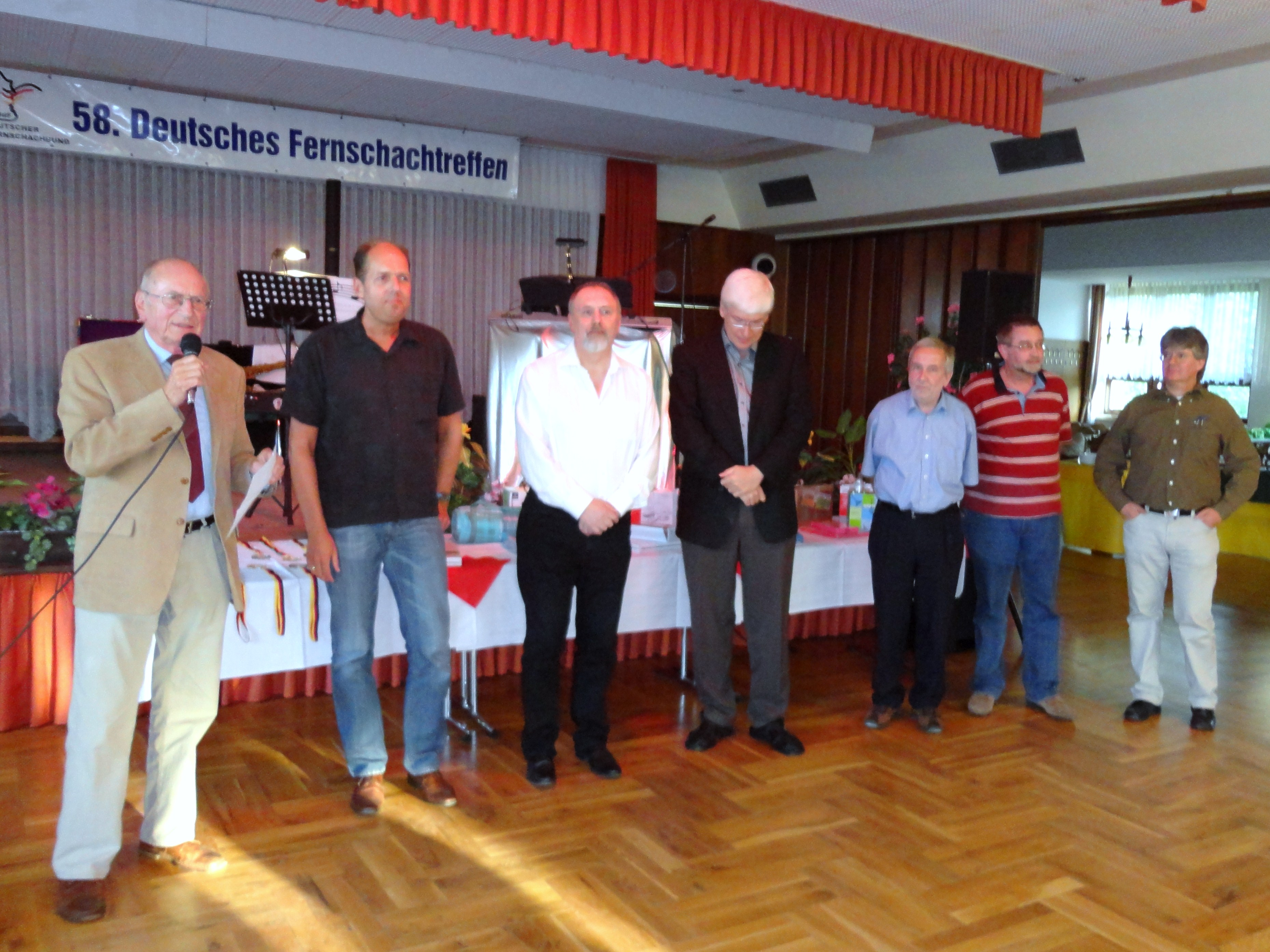
Ehrung der Olympiasieger, 2012 beim Fernschachtreffen in Tambach-Dietharz.

Bis 2023 gewann Deutschland acht Mal die Goldmedaille: Olympiaden 11, 12, 13, 14, 17, 18, 20 und 21.
11. Olympiade 1992–1999
1 Heinrich Burger 8/12, 2 Hans Palm 6, 3 Karl-Heinz Maeder 7,5, 4 Fritz Baumbach 6, 5 Volker-Michael Anton 9, 6 Martin Kreuzer 9.
12. Olympiade 1998–2004
1 Joachim Neumann 6/11, 2 Manfred Nimtz 7,5, 3 Volker-Michael Anton 9, 4 Martin Kreuzer 8, 5 Stephan Busemann 8,5, 6 Karl-Heinz Maeder 8,5.
13. Olympiade 2000–2008
1 Fritz Baumbach 6½/10, 2 Siegfried Kluve 4½, 3 Martin Kreuzer 6, 4 Robert von Weizsäcker 7½, 5 Roland Pfretzschner 6, 6 Matthias Kribben 7½.
14. Olympiade 2002–2006
1 Peter Hertel 7½/11, 2 Frank Gerhardt 6½, 3 Stephan Busemann 6½, 4 Andreas Brenke 7½, 5 Horst Broß 8½, 6 Hans-Joachim Hofstetter 9.
17. Olympiade 2006–2011
1 Maximilian Voss 6/12, 2 Peter Hertel 7½, 3 Arno Nickel 8, 4 Stephan Busemann 7, 5 Hans-Dieter Wunderlich 9, 6 Gerhard Müller 7.
18. Olympiade 2012–2016
1 Peter Hertel 6/12, 2 Matthias Kribben 8, 3 Maximilian Voss 6½, 4 Arno Nickel 7,  5 Hans-Dieter Wunderlich 6½, 6 Reinhard Moll 7½.
20. Olympiade 2016–2019
1 Matthias Kribben 6/12, 2 Arno Nickel 7, 3 Stephan Busemann 6½, 4 Reinhard Moll 7, 5 Robert Bauer 7, 6 Matthias Gleichmann 6.
21. Olympiade 2020–2023
1 Matthias Kribben 6/12, 2 Stephan Busemann 6, 3 Hans-Dieter Wunderlich 6, 4 Robert Bauer 6, 5 Robert Weizsäcker 6½, 6 Roland del Rio 7½.
10. Frauen-Olympiade 2015–2017
1 Svetlana Kloster 7/11,  2 Barbara Bolz 8½,  3 Kristin Achatz 8,  4 Irene Neuburger 9½.

## Ewiger Medaillenspiegel
(Stand 27. Oktober 2023)
| Teilnehmerländer | Gold | Silber | Bronze |
| ---------------- | ---- | ------ | ------ |
| Deutschland      | 8    | 5      | 4      |
| Sowjetunion      | 6    | 1      | 1      |
| Tschechoslowakei | 3    | 2      | 0      |
| Ungarn           | 1    | 2      | 0      |
| Tschechien       | 1    | 1      | 0      |
| Bulgarien        | 1    | 1      | 0      |
| Großbritannien   | 1    | 0      | 2      |
| Norwegen         | 1    | 0      | 0      |
| Litauen          | 0    | 2      | 0      |
| Schweden         | 0    | 1      | 2      |
| Spanien          | 0    | 1      | 2      |
| England          | 0    | 1      | 0      |
| Russland         | 0    | 1      | 0      |
| Slowenien        | 0    | 1      | 0      |
| Luxemburg        | 0    | 1      | 0      |
| Polen            | 0    | 0      | 2      |
| USA              | 0    | 0      | 2      |

sowie Jugoslawien, Kanada, Schottland, Lettland, Niederlande, Frankreich, Italien mit je 1 Bronze.
Enthalten sind auch die Medaillen, die von den Mannschaften der DDR errungen worden sind. Die DDR war nicht Olympiasieger, bei der 4. Olympiade holte man Silber, bei der sechsten Bronze und bei der 10. Olympiade die historische Bronzemedaille 1995, also Jahre nach der deutschen Wiedervereinigung.

## Geschichte der Fernschach-Olympiaden
Seit 1949 werden Fernschach-Olympiaden für Mannschaften ausgetragen. Die Olympiade von 1935 war auf Europa beschränkt.

### Fernschach-Olympiaden der Frauen
Auch Fernschach-Olympiaden für Frauen finden statt. Die erste Frauen-Fernschach-Olympiade wurde von 1974 bis 1979 ausgetragen, wobei das Team der Bundesrepublik Deutschland die Silbermedaille errang. Am ersten Brett der BRD spielte Juliane Hund und holte 4,5 Punkte aus 7 Partien. Gegen die frühere Weltmeisterin Olga Rubzowa erreichte sie ein Remis.
1974–1979  1. Olympiade der Frauen
Platzierung im Finale:  1.Sowjetunion (22),  2.BRD (19),  3.Tschechoslowakei (15.5),  4.Ungarn (14.5),  5.DDR (12.5),  6.Rumänien (12.5),  7.Polen (12.5) und 8.Australien (3.5).
1980–1986  2. Olympiade der Frauen
Platzierung im Finale:  1.Sowjetunion (26),  2.Tschechoslowakei (26),  3.Jugoslawien (20),  4.Rumänien (19.5),  5.BRD (14),  6.Ungarn (13),  7.Österreich (10.5),  8.Großbritannien (9) und 9.Niederlande (4).
1986–1992  3. Olympiade der Frauen
Platzierung im Finale: 1.Sowjetunion (23),  2.Tschechische Republic (21),  3.Ungarn (14.5),  4.Deutschland (14),  5.Rumänien (12),  6.Serbian und Montenegro (11.5),  7.Polen (10.5) und 8.Australien (5.5).
1992–1997  4. Olympiade der Frauen
Platzierung im Finale:  1.Tschechische Republic (24),  2.Russland (21),  3.Polen (18.5),  4.Deutschland (18),  5.Frankreich (15.5),  6.Ungarn (14),  7.England (14),  8.Niederlande (11.5) und 9.USA (7.5).
1997–2003  5. Olympiade der Frauen
Platzierung im Finale:  1.Russland (25),  2.Deutschland (22),  3.Tschechische Republic (18),  4.England (17),  5.Rumänien (16.5), 6.Polen (14),  6.Frankreich (12.5),  7.USA  (10.5) und 8.Schweden (8.5).
2003–2006  6. Olympiade der Frauen
Platzierung im Finale:  1.Litauen (26.5),  2.Deutschland (23.5),  3.Italien (23),  4.Lettland (20),  5.Tschechische Republic (20),  6.Russland (17.5),  7.Polen (15.5),  8.Slowakei (12.5),  9.England (11.5) und 10.Brasilien (10).
2007–2009  7. Olympiade der Frauen
Platzierung im Finale:  1.Slowenien (25), 2.Litauen (23.5), 3.Deutschland (23),  4.Italien (20),  5.Tschechische Republic (20),  6.Russland (17.5),  7.Rumänien (15.5),  8.England (13),  9.Argentinien (11.5) und 10.Kasachstan (11)
2008–2010  8. Olympiade der Frauen
Platzierung im Finale:  1.Polen (27),  2.Bulgarien (27),  3.Italien (26),  4.Deutschland (25),  5.Slowakei (25), 6.Tschechische Republic (22),  7.Argentinien (19),  8.Spanien (17.5),  9.Portugal (16),  10.England (13) und 11.USA (2.5).
2011–2014  9. Olympiade der Frauen
Platzierung im Finale:  1.Russland (34),  2.Litauen (32.5),  3.Deutschland (30),  4.Ukraine (27),  5.Polen (25.5),  6.Italien (25),  7.Portugal (24.5),  8.Slowakei (24),  9.Bulgarien (23),  10.Rumänien (23), 11.England (19),  12.Osterreich (15) und 13.Spanien (9.5).
2015–2017  10. Olympiade der Frauen
Platzierung im Finale:  1.Deutschland (33),  2.Litauen (30),  3.Russland (28),  4.Ukraine (26),  5.Polen (25),  6.Italien (24),  7.Slowakei (23.5),  8.Rumänien (22.5),  9.England (19),  10.Tschechische Republic (18.5),  11.Australien (14.5) und 12.Kanada (0).

### 1935–1939 Europäische Länder-Fernschach-Olympiade
Dieses Turnier wurde vom Internationalen Fernschachbund (IFSB), einem Vorläufer des 1946 gegründeten Weltfernschachbundes ICCF (International Correspondence Chess Federation) durchgeführt. 17 europäische Nationalmannschaften nahmen teil.
Platzierung im Finale: 1. Ungarn (20,5), 2. Österreich (19,5), 3. Schweiz (16), 4. Portugal (13), 5. Dänemark (11). Deutschland nahm mit 10 Punkten den letzten Platz ein.

### 1949–1952 1. Fernschach-Olympiade
An diesem Turnier, bei dem Deutschland im Zusammenhang mit dem Zweiten Weltkrieg noch fehlte, nahmen nur sieben Nationen teil. Gespielt wurde an sechs Brettern, die erzielten Brettpunkte entschieden über die Mannschaftsplatzierung.
Platzierung: 1. Ungarn (25), 2. Tschechoslowakei (20), 3. Schweden (19,5), 4. Portugal (19,5), 5. Argentinien (18,5), 6. Italien (16), 7. Peru (7,5).
Schweden errang die Bronzemedaille vor dem punktgleichen Portugal aufgrund eines Sieges im direkten Vergleich.

### 1952–1955 2. Fernschach-Olympiade
Erstmals nahm auch eine deutsche Vertretung teil, acht Mannschaften spielten um Sieg und Platz.
Platzierung: 1. Tschechoslowakei (27,5), 2. Schweden (27,5), 3. Deutschland (27), 4. USA (23), 5. Ungarn (21,5), 6. Norwegen (20), 7. Frankreich (14,5), 8. Indien (7).

### 1958–1961 3. Fernschach-Olympiade
Im Finale traten zehn Mannschaften an, sechs davon hatten sich unter 14 Teams der Qualifikation die Finalteilnahme erkämpft, die drei Medaillengewinner der vorhergehenden Olympiade waren traditionell für die neue Endrunde berechtigt, die erstmals meldende Sowjetunion erhielt einen Freiplatz.
Platzierung: 1. Sowjetunion (35,5), 2. Ungarn (32,5), 3. Jugoslawien (32), 4. Schweden (28), 5. Deutschland (28), 6. Argentinien (28), 7. Australien (24,5), 8. Tschechoslowakei (21), 9. Norwegen (20,5), 10. USA (20).
Für Deutschland wirkten erstmals der spätere Weltmeister Horst Rittner mit 7,5 aus 9 am Spitzenbrett sowie der spätere Präsident des Deutschen Fernschachbundes Hermann Heemsoth (3,5 / 9) mit.

### 1961–1964 4. Fernschach-Olympiade
Zur Vorrunde der 4. Olympiade sollte eine gesamtdeutsche Mannschaft starten, doch entschied sich der Deutsche Schachverband/DDR kurz vor dem Meldeschluss, doch mit einer eigenen Mannschaft teilzunehmen. Beide deutschen Mannschaften qualifizierten sich jeweils mit einem zweiten Vorrundenplatz für das Finale.
Platzierung: 1. Sowjetunion (36), 2. DDR (28,5), 3. Schweden (27,5), 4. BRD (22,5), 5. Ungarn (22), 6. Jugoslawien (22), 7. Spanien (21,5), 8. Argentinien (21,5), 9. Dänemark (14,5).

### 1965–1968 5. Fernschach-Olympiade
Turnierfavorit war die Sowjetunion, die mit dem aktuellen Weltmeister Sagorowski, dem späteren Weltmeister Estrin, den Spitzenspielern Simagin, Dubinin, Moissejew und Judowitsch antrat, der als erfolgreichster Olympiaspieler an fünf sowjetischen Olympiasiegen beteiligt war.
Platzierung: 1. Tschechoslowakei (31,5), 2. Sowjetunion (30), 3. BRD (29,5), 4. DDR (26,5), 5. Schweden (25), 6. England (20), 7. Australien (19), 8. USA (18), 9. Türkei (16,5).

### 1968–1972 6. Fernschach-Olympiade
Die Sowjetunion gewann das Turnier mit dem Rekordvorsprung von 9,5 Punkten. Für den Gewinner der Bronzemedaille, das Team der DDR, spielten erstmals die beiden (späteren) Weltmeister Horst Rittner und Fritz Baumbach in einer Mannschaft.
Platzierung: 1. Sowjetunion (38), 2. Tschechoslowakei (28,5), 3. DDR (25,5), 4. Rumänien (21,5), 5. Australien (21), 6. Jugoslawien (20,5), 7. Argentinien (20,5), 8. Iran (20), 9. BRD (19,5).

### 1972–1976 7. Fernschach-Olympiade
Während sich die Sowjetunion erneut den Titel sicherte, erreichten die beiden deutschen Mannschaften nur Ränge im weiteren Feld.
Platzierung: 1. Sowjetunion (35,5), 2. Bulgarien (30), 3. England (29,5), 4. Niederlande (28,5), 5. Tschechoslowakei (28,5), 6. Ungarn (28,5), 7. BRD (23,5), 8. Jugoslawien (23), 9. DDR (22), 10. Rumänien (21).

### 1977–1982 8. Fernschach-Olympiade
Das von 13 Nationen ausgespielte Finale fand ohne eine BRD-Mannschaft statt, die bereits in der Vorrunde ausgeschieden war.
Platzierung: 1. Sowjetunion (46,5), 2. Ungarn (44), 3. England (41,5), 4. Niederlande (38), 5. Bulgarien (37,5), 6. Jugoslawien (36), 7. Schweden (35), 8. Tschechoslowakei (34,5), 9. Norwegen (33,5), 10. DDR (33,5), 11. Dänemark (32,5), 12. Polen (31), 13. USA (23,5).

### 1982–1987 9. Fernschach-Olympiade
Die Vertretung Englands errang einen historischen Olympiasieg, die DDR hatte die Qualifikation für die Endrunde in ihrer Vorrundengruppe verpasst, die BRD-Mannschaft sicherte sich die Silbermedaille.
Platzierung: 1. England (33,5), 2. BRD (30), 3. Sowjetunion (27), 4. Polen (25), 5. Portugal (23), 6. Dänemark (22,5), 7. Ungarn (20), 8. Rumänien (17,5), 9. Jugoslawien (17,5).

### 1987–1995 10. Fernschach-Olympiade
Dieses Turnier ging in die Schachgeschichte wegen des Kuriosums ein, dass drei der Top 4 Nationen zum Abschluss des Turniers politisch nicht mehr existierten.
Platzierung: 1. Sowjetunion (34), 2. England (33,5), 3. DDR (33,5), 4. Tschechoslowakei (30,5), 5. Polen (29), 6. BRD (25,5), 7. Norwegen (25), 8. Italien (24), 9. Finnland (18), 10. Niederlande (17).

### 1992–1999 11. Fernschach-Olympiade
Erstmals nahm wieder eine gesamtdeutsche Mannschaft am Turnier teil. Es endete mit einem Doppelsieg und zwei punktgleichen Bronzesiegern. Der ICCF-Kongress entschied sich zur Vergabe von zwei Gold- und zwei Bronzemedaillen, sodass Deutschland trotz schlechterer Wertung seine erste Goldmedaille gewann und Schottland ebenfalls trotz schlechterer Wertung Bronze erhielt.
Platzierung: 1. Tschechoslowakei (45,5), 2. Deutschland (45,5), 3. Kanada (40), 4. Schottland (40), 5. Russland (39), 6. Polen (38,5), 7. Schweden (36,5), 8. England (34,5), 9. Niederlande (34,5), 10. Ungarn (30), 11. Dänemark (29,5), 12. USA (27,5), 13. Rumänien (27).

### 1998–2004 12. Fernschach-Olympiade
Das Finale fand ohne Russland statt, das die Qualifikation verpasst hatte. Deutschland sicherte sich mit einem deutlichen Vorsprung den Olympiasieg.
Platzierung: 1. Deutschland (47,5), 2. Litauen (42,5), 3. Lettland (42,5), 4. Schweden (37), 5. Schweiz (36,5), 6. Tschechien (36,5), 7. Österreich (34), 8. Brasilien (31,5), 9. Schottland (31), 10. Niederlande (27,5), 11. Kanada (15,5), 12. Qatar (14).

### 2004–2008 13. Fernschach-Olympiade
Erneut konnte Deutschland die Olympiade für sich entscheiden.
Platzierung: 1. Deutschland (38), 2. Tschechien (34,5), 3. Polen (32), 4. Lettland (31,5), 5. Österreich (30,5), 6. Russland (29,5), 7. Slowakei (29,5), 8. Brasilien (29,5), 9. Luxemburg (29). 10. USA (27,5), 11. Litauen (18,5).

### 2002–2006 14. Fernschach-Olympiade
Schon vor dem Finale der 13. Olympiade fand das Finale um die 14. Olympiade von 2002 bis 2006 statt. Das lag daran, dass die 14. Olympiade erstmals nicht mehr per Post, sondern per E-Mail ausgetragen wurde. Die Vorrunde dauerte Jahre kürzer als die Post-Vorrunde der 13. Olympiade und so lagen Start und auch Abschluss der 14. Olympiade deutlich vor der Dreizehnten.
Platzierung: 1. Deutschland (45,5), 2. Litauen (39,5), 3. USA (36), 4. Frankreich (35), 5. Russland (34), 6. Schweiz (33,5), 7. Tschechien (33), 8. Ungarn (31,5), 9. Dänemark (30,5), 10. England (29), 11. Rumänien (26), 12. Argentinien (22,5).

### 2006–2009 15. Fernschach-Olympiade
Mit der 15. Olympiade wurde erstmals ein Finale auf dem Fernschachserver ausgetragen.
Platzierung: 1. Norwegen (48), 2. Deutschland (47), 3. Niederlande (46,5), 4. Portugal (43,5), 5. Russland (42,5), 6. Slowenien (41,5), 7. Estland (39,5), 8. Österreich (38), 9. Litauen (37), 10. Irland (36), 11. USA (34,5), 12. Lettland (34), 13. Kasachstan (30), 14. Polen (28).

### 2010–2016 16. Fernschach-Olympiade
Platzierung: 1. Tschechien (33,5), 2. Deutschland (28,5), 3. Frankreich (26,5), 4. Polen (25,5), 5. Brasilien (24,5), 6. Israel (24,5), 7. Slowakei (24,5), Schweden (22,5), 8. Italien (22), 9. USA (20,5), 10. Ukraine (20,5), 11. England (20,5), 12.Finnland (18,5).

### 2009–2012 17. Fernschach-Olympiade
Das deutsche Team konnte sich vorzeitig den Olympiasieg sichern, Spanien war ebenfalls vorzeitig der Silberrang sicher.
Platzierung: 1. Deutschland (44,5), 2. Spanien (43,5), 3. Italien (39,5), 4. Russland (39), 5. Schweiz (38,5), 6. Ukraine (38), 7. Estland (37), 8. Norwegen (36,5), 9. Niederlande (33), 10. Rumänien (32,5), 11. Dänemark (32), 12. USA (27), 13. Kroatien (27).

### 2012–2016 18. Fernschach-Olympiade
Platzierung: 1. Deutschland (41,5), 2. Slowenien (41), 3. Spanien (39), 4. Russland (38,5), 5. Italien (36,5), 6. Frankreich (36), 7. Slowakei (35,5), 8. Luxemburg (34,5), 8. Schweden (34,5), 9. Rumänien (33,5), 10. Israel (33), 11.Finnland (32,5), 12. USA (32).

### 2016–2019 20. Fernschach-Olympiade
Platzierung: 1. Deutschland (39,5), 2. Russland (39,5), 3. Spanien (39), 4. Weißrussland (37,5), 5. Slowenien (37). 6. USA (37), 7. Österreich (37), 8. Schweden (35,5), 9. Bulgarien (35), 10. Estland (34), 11.Frankreich (33), 12. Niederlande (32), 13. Israel (32).

### 2020–2023  21.Fernschach-Olympiade
Platzierung: 1:Deutschland (38), 2.Luxemburg (37), 3.USA (37), 4.Osterreich (37), 5.Ukraine (36,5), 6.England (36,5), 7.Tschechien (36,5), 8.Niederlande (36), 9.Spanien (35), 10.Portugal (35), 11.Russland (35), 12.Weißrussland (35), 13.Litauen (33,5).